# ピレネー交響曲
ピレネー交響曲（ピレネーこうきょうきょく、西:Sinfonía pirenaica）は、ヘスース・グリーディにより作曲された交響曲である。

## 概要
1945年に完成した。完成後すぐに、ヘスース・アランバリ指揮、ビルバオ交響楽団により初演された。内容はピレネー山脈の勇姿と、そこに暮らす人々の生き生きとした姿、そして雄大な自然を、大編成のオーケストラを用い、バスク地方の民謡を引用しながら描いている。

### 第1楽章　Andante sostenuto-Allegro molto moderato
ト長調。アンダンテの序奏がある。チェロが主部の第1主題を予見させる旋律をゆったりと奏し、クラリネットに受け渡され、盛り上がってくる。金管が第1主題の旋律を拡大して吹き鳴らすと、アレグロの主部に突入し、木管に舞曲風の第1主題が登場する。この主題はすぐに確保され、新たな要素を加えつつ盛り上がりを見せる。やがて静かになってやや速度を落とし、弦楽器と木管のゆったりした刻みの上で、クラリネットが穏やかで美しい第2主題を吹奏する。弦楽器に受け渡され滔々と流れてゆくが、やや不穏な空気となり次第にもとのテンポにかえり激しく盛り上がってくる。第1主題がタンバリンなどの打楽器を伴う全合奏で堂々と鳴り響く。そして、短い展開部に入る。低音楽器主体でやや薄暗い雰囲気の部分と、鉄琴やタンバリン、木管楽器が楽しく第1主題を奏する部分とに分かれている。そのまま第1主題の再現にはいり、第２主題はチェロに現れる。そして、コーダにはいり第2主題がコラール風に響くと、打楽器の乱打とともにクレッシェンドしてゆき、勢いよく曲を閉じる。

### 第2楽章　Presto non troppo-Andante sostenuto
ト短調。バスーンが薄暗い旋律を奏して始まる。クラリネットに明るくおどけたような舞曲調の旋律が現れる。最初の薄暗い旋律が様々な楽器に受け渡されてゆく。厚みを増してゆき重苦しい頂点となる。静かになり、ハープを伴って弦楽器が美しく悲しい旋律を奏する。チェロのソロなどを挟んで凄まじい盛り上がりを見せるが、静まってゆき、冒頭の旋律がかえってくる。次第に厚みを増し全合奏となり、盛り上がりの頂点で断ち切るように曲を閉じる。

### 第3楽章　Allegro brioso
ト長調。全合奏の勢いのよい音形で開始される。すぐに木管群に舞曲調の第1主題が現れ、打楽器群を伴い盛り上がる。つづいて弦楽器に流れるような第2主題が現れる。展開部らしきものはなく、また、後半は第2主題が中心となる。第1主題が全合奏に現れるとしばらくは力を持続し、頂点を迎える。第2主題はハープのグリッサンドを伴って現れる。全合奏で堂々と奏され、静まってゆくと弦楽器に新しい旋律が現れる。全合奏で堂々とした賛歌が奏され、やがて静かになってゆくが、ティンパニのロールに導かれて再び力を盛り返し、急激なクレッシェンドの頂点でト長調主和音を打ち鳴らして終結する。

## 録音
日本では、ナクソスから発売されているものを入手できる。
- フアン・ホセ・メナ指揮、ビルバオ交響楽団。Naxos 8.557631。